# Wojciech Gęsiak
Wojciech Gęsiak (ur. 1954 w Jedliczu) – polski architekt, samorządowiec, prezydent Radomia w latach 1990–1994, prezes Krajowej Rady Izby Architektów RP w latach 2010–2014.

## Życiorys
Ukończył w 1978 studia na Wydziale Architektury Politechniki Krakowskiej. Pracował przez rok w Krakowskim Biurze Budownictwa Ogólnego, następnie w Inwestprojekt Radom. W 1982 zaczął prowadzić pracownie architektoniczne.
Jako architekt projektował m.in. radomski kościół Matki Bożej Królowej Świata. Należał do założycieli „Solidarności” w Inwestprojekcie. Pełnił funkcję prezesa oddziału Stowarzyszenia Architektów Polskich, wiceprezesa SARP (w latach 90.). W 1990 rada miasta wybrała go na urząd prezydenta Radomia. W 1994 po zakończeniu urzędowania otworzył i od tego czasu prowadzi własną firmę W.G. Studio Architektoniczne. Jest projektantem hali Arena Sanok.
W latach 90. działał w Porozumieniu Centrum, Ruchu Stu i AWS. Bezskutecznie ubiegał się o mandat senatora w 1993 z województwa radomskiego z ramienia Bezpartyjnego Bloku Wspierania Reform oraz w 2001 z okręgu nr 16 z ramienia Bloku Senat 2001.
W wyborach samorządowych w 1998 bezskutecznie ubiegał się o mandat radnego sejmiku mazowieckiego z listy AWS. W wyborach w 2006 bez powodzenia kandydował z ramienia Platformy Obywatelskiej na urząd prezydenta Radomia. Uzyskał mandat radnego, z którego jednak w tym samym roku zrezygnował, motywując to obowiązkami zawodowymi. W 2015 ponownie ubiegał się o mandat senatora.
W latach 2002–2006 pełnił funkcję przewodniczącego Mazowieckiej Okręgowej Izby Architektów RP. Od 2010 do 2014 był prezesem Krajowej Rady Izby Architektów RP, a w 2018 został wiceprezesem tej instytucji.